# Globus (Zeitschrift Braunschweig)
Globus war eine von 1861 bis 1910 erscheinende Zeitschrift, die im Verlag Friedrich Vieweg und Sohn in Braunschweig von Herrmann Julius Meyer ins Leben gerufen wurde. Vorgänger war die Zeitschrift Das Ausland. Die Zeitschrift erschien in den Jahren 1861 bis 1866 auch im Verlag des Bibliographischen Instituts in Hildburghausen.

## Hintergrund
Herrmann J. Meyer hatte 1861 einen Vertrag mit einer Verlagsbuchhandlung aus Paris geschlossen, der es ihm erlaubte Illustrationen zu veröffentlichen, die in der Zeitschrift Le Tour du Monde, nouveau journal des voyages erschienen. Er plante zunächst eine ähnliche Zeitschrift herauszugeben und bat Karl Andree die Leitung zu übernehmen. Dieser meinte, dass es bereits mehrere solcher Zeitschriften für Gelehrte und Fachleute gäbe. So beispielsweise die in Gotha erscheinenden Geographischen Mitteilungen. Darin fehlten jedoch seiner Meinung nach bildliche Darstellungen und Erläuterungen neben den vorhandenen Karten zur Geografie. Solche Bilder seien unerlässlich, um das Natur- und Völkerleben anschaulich darzustellen. Ein beschreibender Text müsse die Bilder ergänzen, ebenso wie Bilder einen Text. Er legte Meyer nahe, eine Zeitschrift für Länder- und Völkerkunde beispielsweise mit dem Zusatz Chronik der Reisen und Geographische Zeitung herauszugeben und diese Globus zu nennen. Die Zeitschrift richtete sich bewusst nicht an eine rein gelehrte Leserschaft. Die wissenschaftlichen Aspekte boten zwar die Grundlage, aber es wurde auf eine „geschmackvolle Darstellung Wert legt und auf Mannigfaltigkeit der Mitteilungen“ Rücksicht genommen. Beim gebildeten Publikum sollte das Interesse an der Länder- und Völkerkunde geweckt werden. Die Zeitschrift erschien zunächst Verlag des Bibliographischen Instituts in Hildburgshausen, sie ging jedoch aufgrund der Kriegsereignisse 1866 in die Verantwortung des Vieweg Verlags in Braunschweig über. Da es seinerzeit noch an Schriftstellern in diesen Themengebieten mangelte, verfasste Andree eine Vielzahl der Beiträge selbst. Seit 1863 wurde er durch seinen Sohn Richard Andree aktiv unterstützt.
1888 erschien die Zeitschrift mit dem veränderten Titelzusatz mit besonderer Berücksichtigung der Ethnologie, der Kulturverhältnisse und des Welthandels, zuvor lautete dieser mit besonderer Berücksichtigung der Anthropologie und Ethnologie. Dadurch wurde das Themengebiet um die Handelsbeziehungen erweitert. Emil Deckert übernahm die Herausgabe. Die Zeitschrift erschien nun jährlich in 2 Bänden zu je 24 Heften. Neben Das Ausland wurde auch die Zeitschrift Aus allen Welttheilen – illustriertes Familienblatt für Länder- und Völkerkunde im Globus übernommen.
Alle Bände waren mit zahlreichen teilweise ganzseitigen Holzschnitten illustriert. Es gab auch Fotografische Aufnahmen oder kolorierte gefaltete geografische Karten. Der Umfang lag bei etwa 380 bis 390 Seiten pro Band. Als eigentlicher Begründer der Zeitschrift gilt Karl Andree, dessen Sohn Richard Andree beteiligte sich an der Gestaltung.

„Die großen Menschenfamilien haben sehr verschiedene Kulturwerte; man kann nicht an alle ein und denselben Maßstab anlegen, kommt mit allgemeinen Heischesätzen nicht aus und wird am Ende zugeben müssen, dass es höher und tiefer organisierte Rassen gibt, Urstämme von sehr verschiedenen Anlagen und immanenten Instinkten, welche, die Zivilisation nicht beseitigen kann. Diese vermag nicht die Naturanlage, welche vom Schöpfer selbst gegeben wurde, von Grund aus zu ändern, sie kann dieselben höchstens durch Kultureinflüsse bis zu einem gewissen Punkte modifizieren. Zur Aufklärung über diese Verhältnisse soll der Globus nach Kräften beitragen, und von diesem Standpunkte aus das Staatenleben aufmerksam verfolgen.“

## Publikationen (Auswahl)
Die Zeitschrift beschäftigte sich mit der Berichterstattung zur Ethnografie und Geografie ferner Länder wie Afrika, Amerika oder Asien und veröffentlichte illustrierte Reiseberichte bekannter Forscher oder Künstler. Dabei wurden auch zu kritischen Themen wie der „Ausrottung der Indianer in Nordamerika“ berichtet, ein Beitrag, der 1869 im 16. Band erschien. Es gab aber auch Berichte aus Deutschland und Europa. Insgesamt erschienen bis 1910 98 Bände.
- Karl Andree: Ausrottung der Indianer in Nordamerika: ein Blick auf das Volk der Mandanen. In: Globus. Band 16, Nr. 1, August 1869, S. 1–7 (digi-hub.de).
- J. A. Frijs: Wanderungen in den drei Lappländern. In: Globus. Band 22, Nr. 1, Juli 1872, S. 1–6 (Textarchiv – Internet Archive).
- Hermann Petzet: Reiseerinnerungen aus Island. In: Globus. Band 58, Nr. 14–15, Friedrich Vieweg und Sohn, Braunschweig 1890, S. 211–217, 227–232 (illustriert, digi-hub.de).

## Titelzusätze und Herausgeber
- Illustrierte Zeitschrift für Länder- und Völkerkunde. Chronik der Reisen und geographische Zeitung. Band 1–10, 1862–1866.
- Illustrierte Zeitschrift für Länder- und Völkerkunde mit besonderer Berücksichtigung der Anthropologie und Ethnologie. Band 11–52, 1867–1887.
- Illustrierte Zeitschrift für Länder- und Völkerkunde mit besonderer Berücksichtigung der Ethnologie, der Kulturverhältnisse und des Welthandels. Band 53–58, 1888–1890.
- Illustrierte Zeitschrift für Länder- und Völkerkunde. Band 59–64, 1891–1893.
- Illustrierte Zeitschrift für Länder- und Völkerkunde. Vereinigt mit der Zeitschrift „Das Ausland“. Band 65–73, 1894–1898.
- Illustrierte Zeitschrift für Länder- und Völkerkunde. Vereinigt mit den Zeitschriften „Das Ausland“ und „Aus allen Weltteilen“. Band 74–98, 1898–1910.

Herausgeber
- Karl Andree, Band 1–27, 1862–1875
- Richard Kiepert, Band 28–52, 1875–1887
- Emil Deckert, Band 53–58, 1888–1890
- Richard Andree, Band 59–98, 1891–1910
- H. Singer, Band 83–98, 1903–1910